# Hippocephala suturalis
Hippocephala suturalis là một loài bọ cánh cứng trong họ Cerambycidae.